# Rötlicher Lacktrichterling
Der Rötliche Lacktrichterling oder Rote Lackpilz (Laccaria laccata) ist eine Pilzart aus der Familie der Heidetrüffelverwandten (Hydnangiaceae).

## Merkmale

### Makroskopische Merkmale

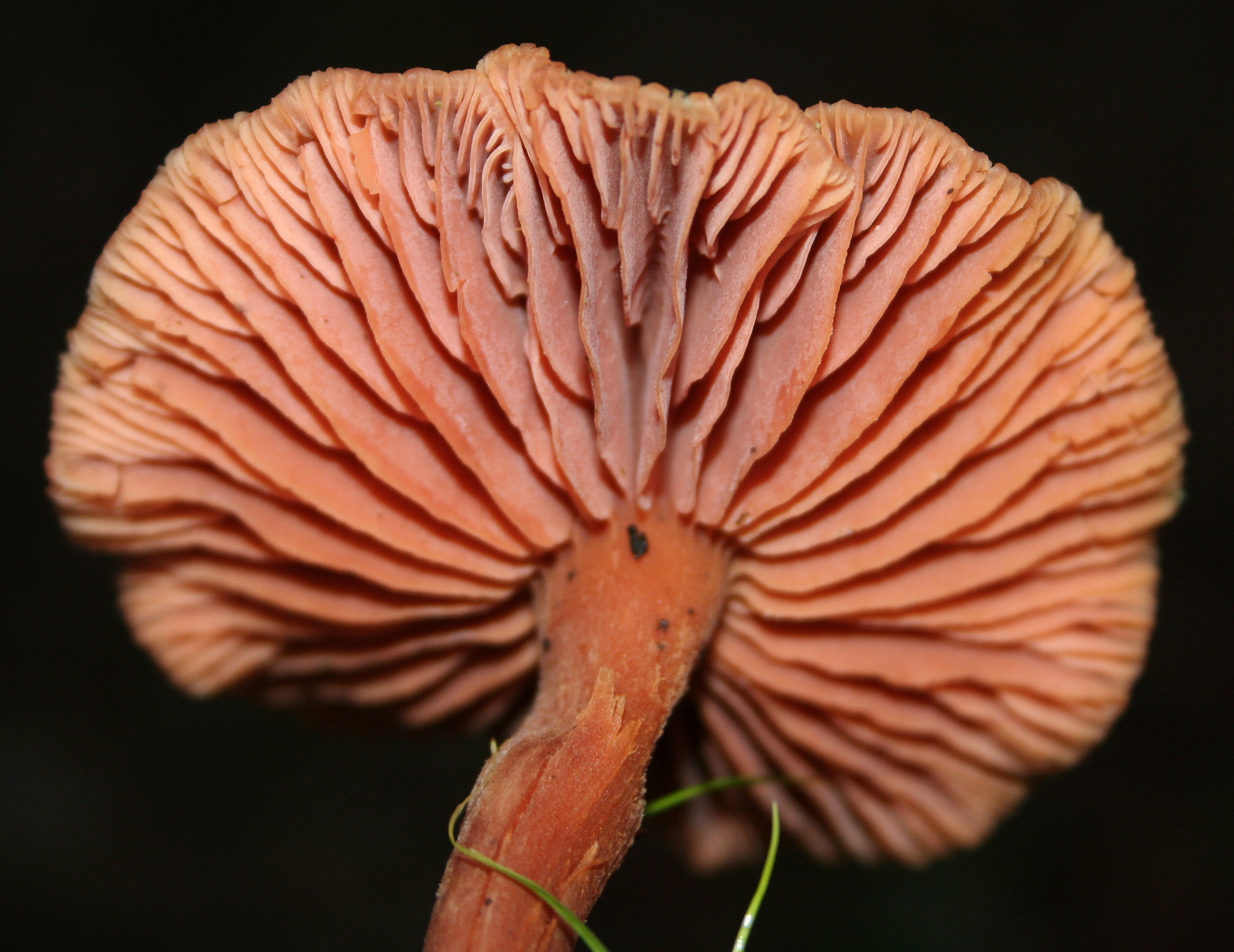
Hutunterseite des Rötlichen Lacktrichterlings mit den durch Sporenreifung blasser werdenden Lamellenflächen

Der Rötliche Lacktrichterling bildet relativ kleine Fruchtkörper aus, die beim Abtrocknen stark verblassen können (Hygrophanität). Der Hut hat 1–6 cm Durchmesser, jung gewölbt und später abgeflacht bis eingedrückt in der Mitte. Er erscheint feucht oder jung teils in diversen Schattierungen von lachspink, (ziegel-)rot oder orangefarbene oder (pinklich-)braune Töne; trocken (und/oder älter) erscheint er eintöniger und blasser und kann recht ausgewaschen, farblos und trist aussehen. Die Oberfläche ist glatt bis feinschuppig, Der Rand ist anfangs eingerollt und wellt sich später. Die unregelmäßig und weit stehenden Lamellen sind herablaufend oder angeheftet und haben eine ähnliche Farbe wie der Hut, wobei sie mit zunehmender Reife der Sporen weißer werden. Das Sporenpulver erscheint weiß. Der zylindrische, zäh-faserige Stiel ist 5–10 cm lang, 6–10 mm dick und ähnlich wie der Hut gefärbt. Das dünne Fleisch (Trama) hat wenig Geschmack und einen schwachen würzigen Geruch.

### Mikroskopische Merkmale
Die Sporen sind leicht elliptisch geformt mit Durchmessern von 6 bis 10 Mikrometern und bis zu 1 Mikrometer langen Stacheln auf der Oberfläche.

## Artabgrenzung
Der Rötliche Lacktrichterling ist sehr variabel, weil er bei Trockenheit sein Aussehen verändert, und ist daher schwer zu bestimmen. Es gibt mehrere bekannte Varietäten. Für Esser gefahrlose Verwechslungen sind mit anderen Arten aus derselben Gattung möglich. Die häufigsten davon sind der Zweifarbige Lacktrichterling (Laccaria bicolor) mit violettlichen Lamellen und einem lilafarbenen Myzelfilz an der Stielbasis und der Braunrote Lacktrichterling (L. proxima), der in Amerika nicht vorkommt. Er ist meist größer und kräftiger, sein Hut ist oft feinschuppig. Außerdem tritt er in nasseren Gebieten auf und seine Sporen sind schmaler.
Bei nur oberflächlicher Betrachtung kann der Rötliche Lacktrichterling mit einigen teilweise auch giftigen Arten verwechselt werden, beispielsweise aus den Gattungen der Schleierlinge oder Risspilze sowie der Helmlinge, Nabelinge oder Schwindlinge. Das beste Unterscheidungsmerkmal stellen die Lamellen dar. 

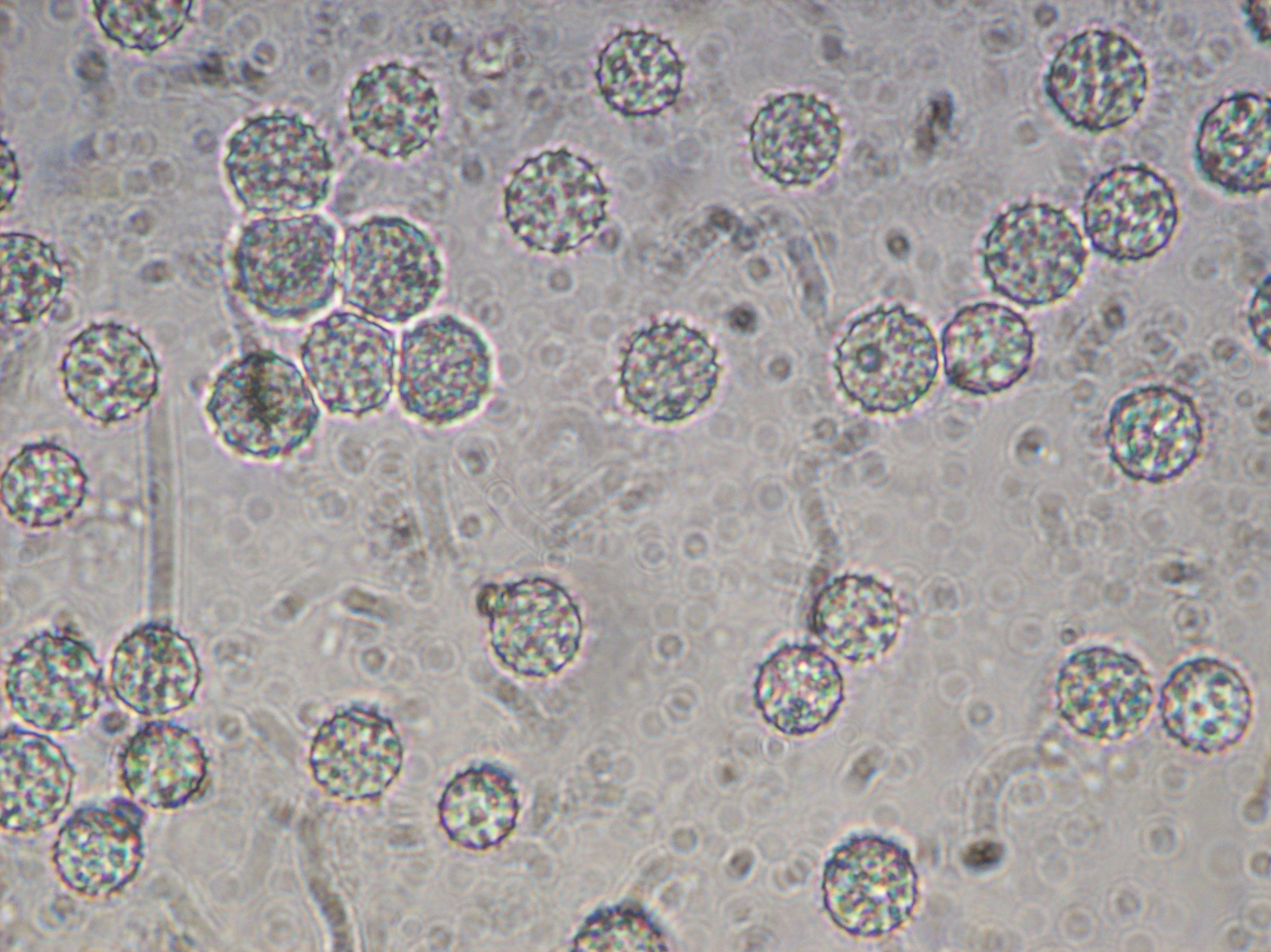
var. pallidifolia hat runde Sporen.

## Ökologie und Phänologie
Er wächst in verteilten Gruppen in bewaldeten Gebieten und in Heideland oft auf nährstoffarmen Böden. Er ist in allen nördlichen Gemäßigten Zonen weit verbreitet, bevorzugt tendenziell jedoch kühleres Wetter. Er bildet Mykorrhiza-Symbiosen mit verschiedenen Baumarten, darunter Kiefern-, Buchen- und Birkengewächse. Lacktrichterlinge werden von manchen als Pionierarten (vergleiche Pionierpflanze) angesehen.
Er kommt recht häufig vor und fruchtet von Juni bis November.

## Verbreitung
Der Rötliche Lacktrichterling ist in Europa und Nordamerika und bis Mexiko und Costa Rica weit verbreitet. In Nordamerika ist die von Charles Horton Peck beschriebene rundsporige Varietät pallidifolia die meistanzutreffende, in Mitteleuropa kommt ebenfalls fast ausschließlich diese Varietät vor.

## Bedeutung
Wenngleich recht klein, ist er essbar (wie alle Lacktrichterlinge) und mild von Geschmack. Er ist ein traditionelles Lebensmittel der Zapoteken, der Urbevölkerung auf dem Gebiet des mexikanischen Bundesstaates Oaxaca, und trägt bei ihnen den uneindeutigen Namen „Beshia ladhi biinii“.

## Systematik und Taxonomie
Es gibt mehrere beschriebene Varietäten vom Rötlichen Lacktrichterling. Er stellt die Typusart der weltweit verbreiteten Gattung der Lacktrichterlinge (Laccaria) dar, deren genaue Eingliederung im System der Lamellenpilze noch unklar ist, wobei sie derzeit der Familie der Heidetrüffelverwandten (Hydnangiaceae) zugerechnet wird. Er wurde auch schon der Gattung der Trichterlinge (Clitocybe) oder der Familie der Ritterlingsverwandten (Tricholomataceae) zugeordnet.
Die erste wissenschaftliche Veröffentlichung dieser Art erfolgte 1772 unter dem Namen Agaricus laccatus und stammt von dem Tiroler Naturkundler Giovanni Antonio Scopoli. Sie erhielt 1884 von Mordecai Cubitt Cooke ihren heutigen wissenschaftlichen Namen. Das Artepitheton laccata leitet sich von dem lateinischen Adjektiv laccatus her, was so viel wie „lackiert“ oder „glänzend“ bedeutet., obwohl dies dem Aussehen dieses Pilzes mit seinen matten Oberflächen keineswegs entspricht.